# Sacsayhuamán

Panorama von Saqsaywaman

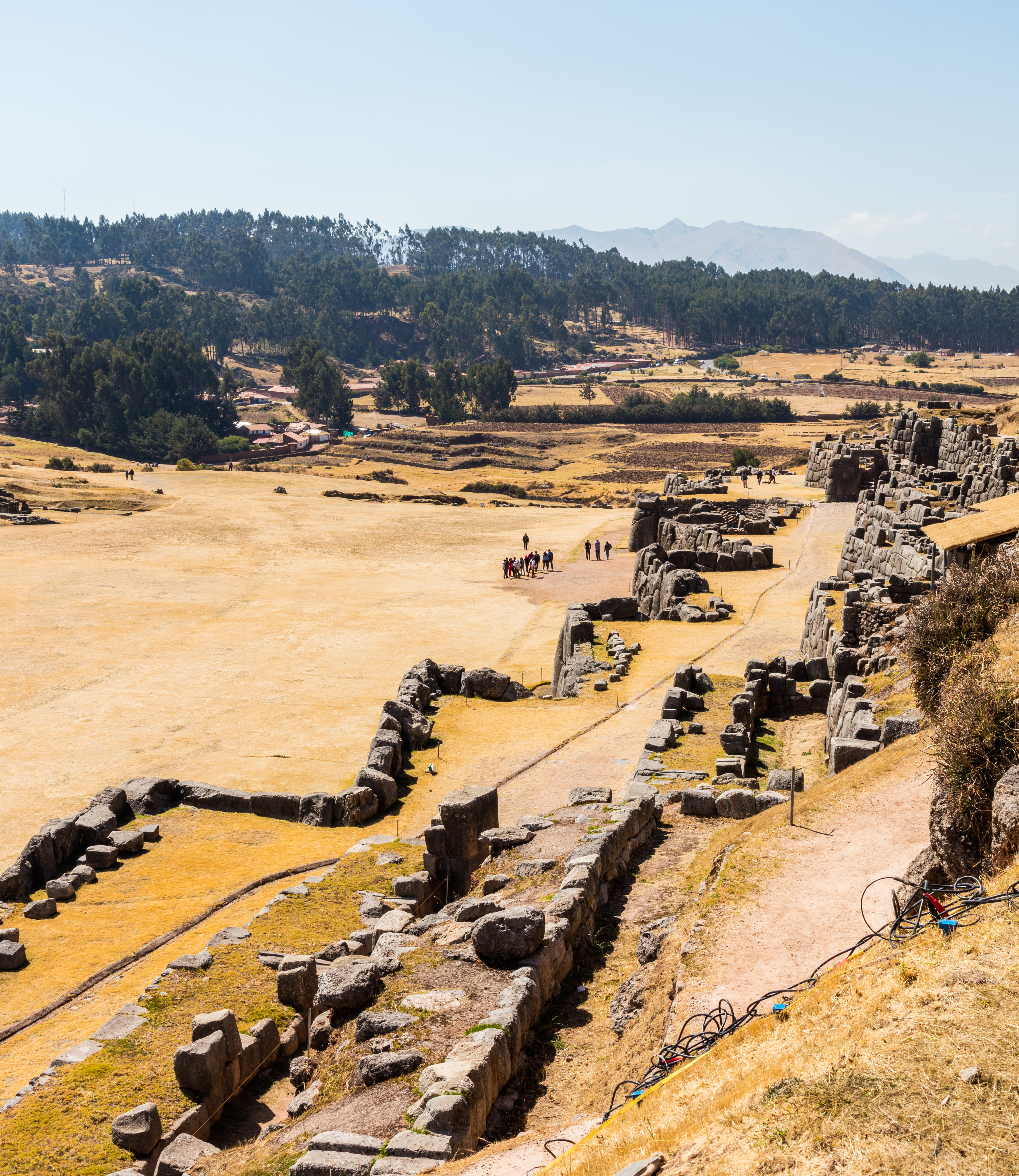
Blick von oben

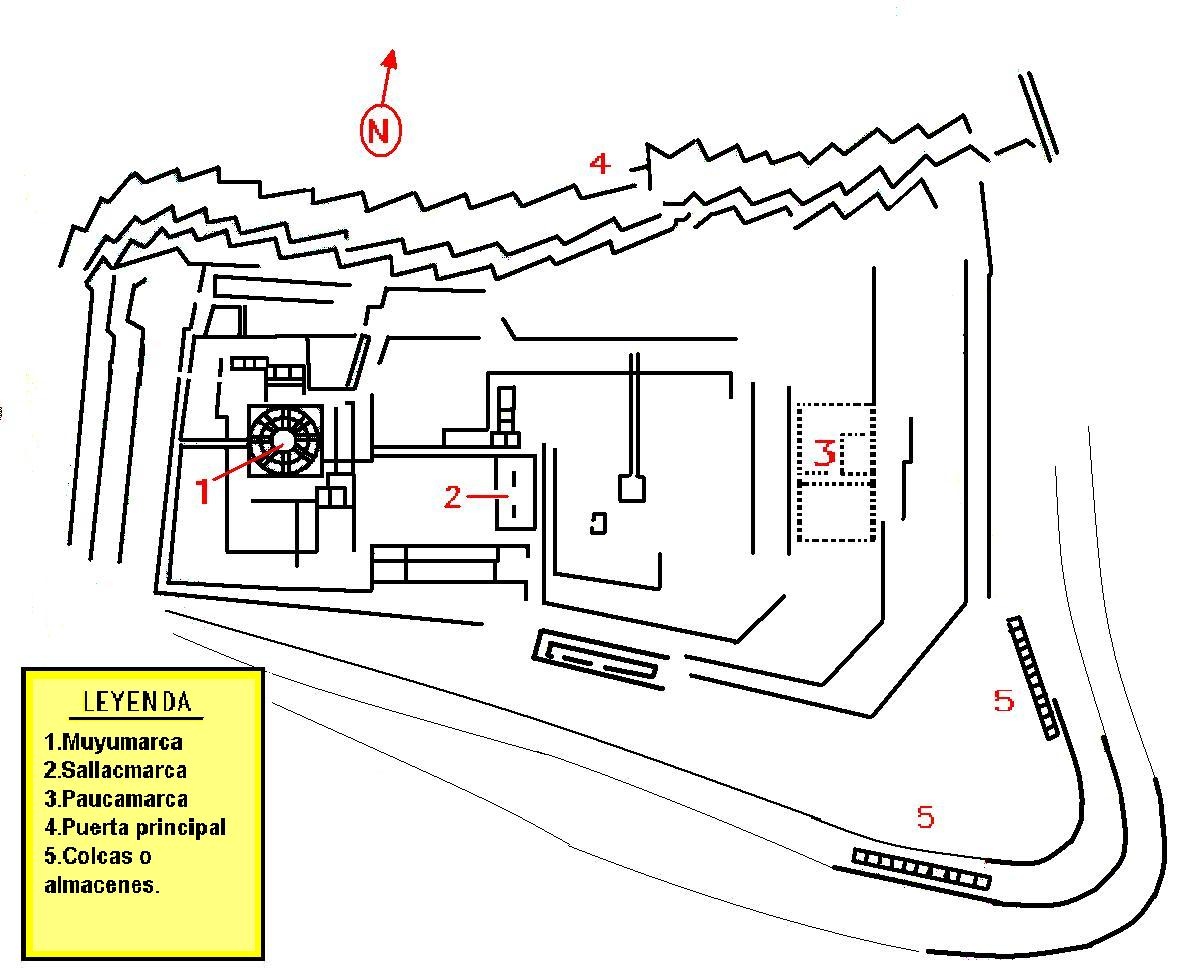
Plan

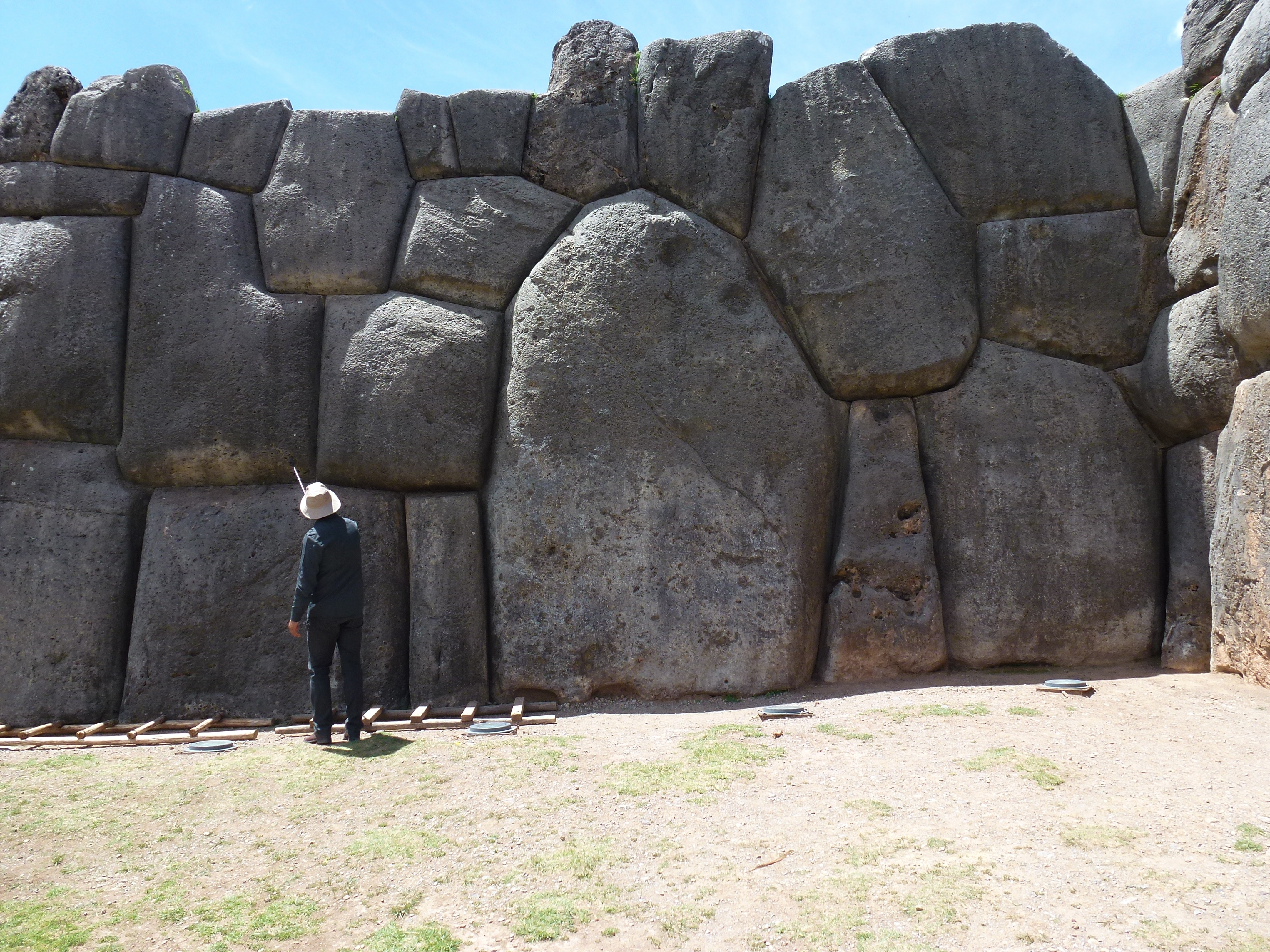
Mauer von Sacsayhuamán

Die Ruine der Inka-Festung Saqsaywaman (hispanisiert Sacsayhuamán), auch Saksaywaman ist heute eine der bedeutendsten Sehenswürdigkeiten aus der Inkazeit und liegt am Rande der peruanischen Stadt Cusco. Sie liegt etwa 3 km oberhalb des Stadtzentrums. Die Anlage sollte als Repräsentationsort dienen und als militärische Befestigung den am meisten gefährdeten Zugang zur Stadt schützen. Gegen eine Deutung als Verteidigungsanlage sprechen indessen Bauformen, die am ehesten auf Heiligtümer hinweisen, wie Nischenplätze, kreisförmige Arenen von etwa 100 m Durchmesser und ausgebaute Treppen in einzelstehenden Felsblöcken. Während der spanischen Eroberung wurde die Anlage teilweise zerstört, die Bausubstanz wurde seitdem durch Erdbeben weiter beschädigt.

## Geschichte
Als Erbauer der Stätte gelten die Inka Pachacútec Yupanqui und Túpac Yupanqui. Während der 70-jährigen Bauzeit in der zweiten Hälfte des 15. Jahrhunderts sollen nach Angaben von Pedro Cieza de León 20.000 Menschen daran gearbeitet haben. Die erste Beschreibung Sacsayhuamáns stammt vom Chronisten Pedro Sánchez de la Hoz (1556). Er identifizierte Sacsayhuamán als Festung und schrieb

„Diese Mauern sind das Schönste, was man unter den Gebäuden dieses Landes sehen kann, denn sie bestehen aus so großen Steinen, dass niemand, der sie sieht, sagen würde, dass sie von Menschenhand dort errichtet wurden, denn sie sind so groß wie Berg- oder Felsbrocken […] aber keiner von ihnen ist so klein, dass drei Karren sie tragen könnten. Diese Steine sind nicht flach, aber sehr gut bearbeitet und passen zusammen.“

Nachdem Francisco Pizarro Cuzco betreten hatte, beschrieb Pedro Pizarro, was sie vorfanden:

„Auf einem Hügel hatten sie [die Inka] eine sehr starke Festung, umgeben von Mauern aus Steinen und mit zwei sehr hohen runden Türmen. Und im unteren Teil dieser Mauer befanden sich Steine, die so groß und dick waren, dass es unmöglich schien Menschenhände hätten sie an Ort und Stelle setzen können ... sie waren so nah beieinander und so passgenau, dass die Spitze einer Nadel nicht in eine der Verbindungen hätte gesteckt werden können. Die gesamte Festung war in Terrassen und flachen Räumen aufgebaut.“

Nach Inca Garcilaso de la Vega wurde bei der Konstruktion von Sacsayhuamán eine Aufschlämmung aus rotem Ton (Llancac Allpa) zwischen die Steine gelegt.

## Name
Der Name Saksaywaman heißt auf Quechua (Qusqu-Qullaw) „gesättigter Falke“, wobei saksay „sättigen“ und waman „Falke“ bedeutet. Die Academia Mayor de la Lengua Quechua (AMLQ) deutet den Namen jedoch als Saqsaywaman, „angespannter Falke“ (saqsa, „angespannt, gekräuselt“) oder „Falke mit gekräuseltem Kopf“ Saqsaywaman ist eine sehr häufige Quechua-Schreibung, so auch in Quechua-Lesebüchern der Region Cusco. Das Verb saksay wird im Cusco-Quechua sehr oft saqsay geschrieben, weil k und q in dieser Quechua-Variante am Silbenende durch Frikativierung wie [x] und [χ], in vielen Gegenden aber gleich gesprochen werden und so Saqsaywaman trotz dieser Schreibung als „gesättigter Falke“ oder auch „Sättige dich, Falke!“ (Saksay/Saqsay, Waman!) übersetzt wird.
Diego González Holguín nennt 1608 als Bedeutung für Çacça(y) huaman (Synonym anca) „großer Adler (Steinadler)“, was gleichzeitig der Name der Festung des Inka in Cusco sei. Er verneint die schon damals dem Namen allgemein zugesprochene Bedeutung „gesättigter Falke“.
Sacsayhuamán ist auch als Pumakopf gedeutet worden, da diese Stätte, aus der Luft gesehen, die Form eines Pumakopfes hat, wobei die Straßenzüge des alten Cusco dessen Körper bilden. Auf Grund dessen ist sogar eine Namenserklärung Saqsauma „marmorierter Kopf“ aus saqsa („marmoriert“) und uma („Kopf“) konstruiert worden.

## Aufbau
Die wichtigste „Verteidigungslinie“ besteht aus drei zyklopischen, terrassenförmig übereinandergebauten Zickzackmauern. Sie sind 600 m lang. Die untere Mauer ist 9 m, die mittlere 10 m und die obere 5 m hoch. Zum Bau der Mauer wurden riesige Steine von den 20 km entfernten Steinbrüchen herantransportiert und dann bearbeitet, bis sie fugenlos aneinander passten. Der größte Stein ist 9 m hoch, 5 m breit, 4 m dick und wiegt über 200 Tonnen.
Oben sind die Überreste von zwei viereckigen Türmen und einem runden Turm, dem Muya Marca, zu sehen. Sie sind durch unterirdische Gänge miteinander verbunden. Die Terrassen sind von Kanälen zur Wasserversorgung und zur Ableitung von Regenwasser durchzogen. Hinter den Wällen liegt ein großer Platz, auf dem auch heute noch jährlich am 24. Juni das Sonnenfest (Inti Raymi) gefeiert wird, das auch der Präsident besucht.
Im hinteren Teil der Anlage befindet sich ein kreisrunder Platz, vertieft angelegt und gestützt durch einen mannshohen Mauerring. Daneben befinden sich ein kurzer schmaler Tunnel, der nur von einer einzelnen Person passiert werden kann, sowie verschiedene Mauerreste und eine „Rutschbahn“ im Felsen.

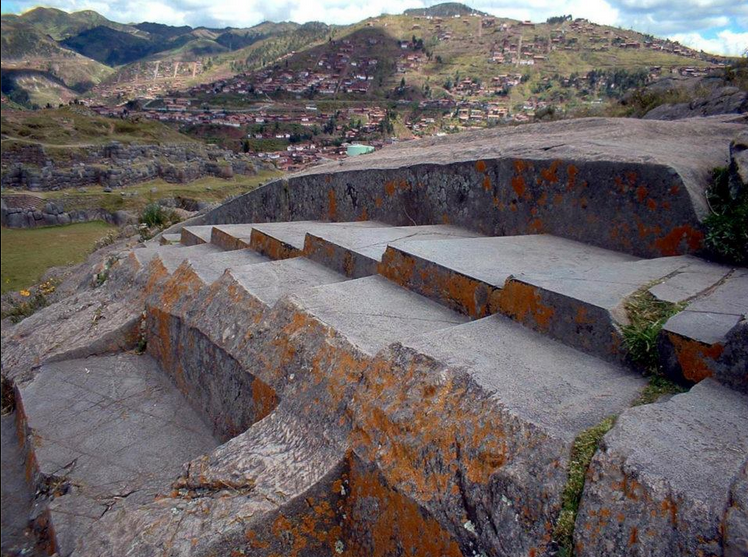
Sitzartige Ausarbeitungen in Sacsayhuamán und „Rutschbahn“
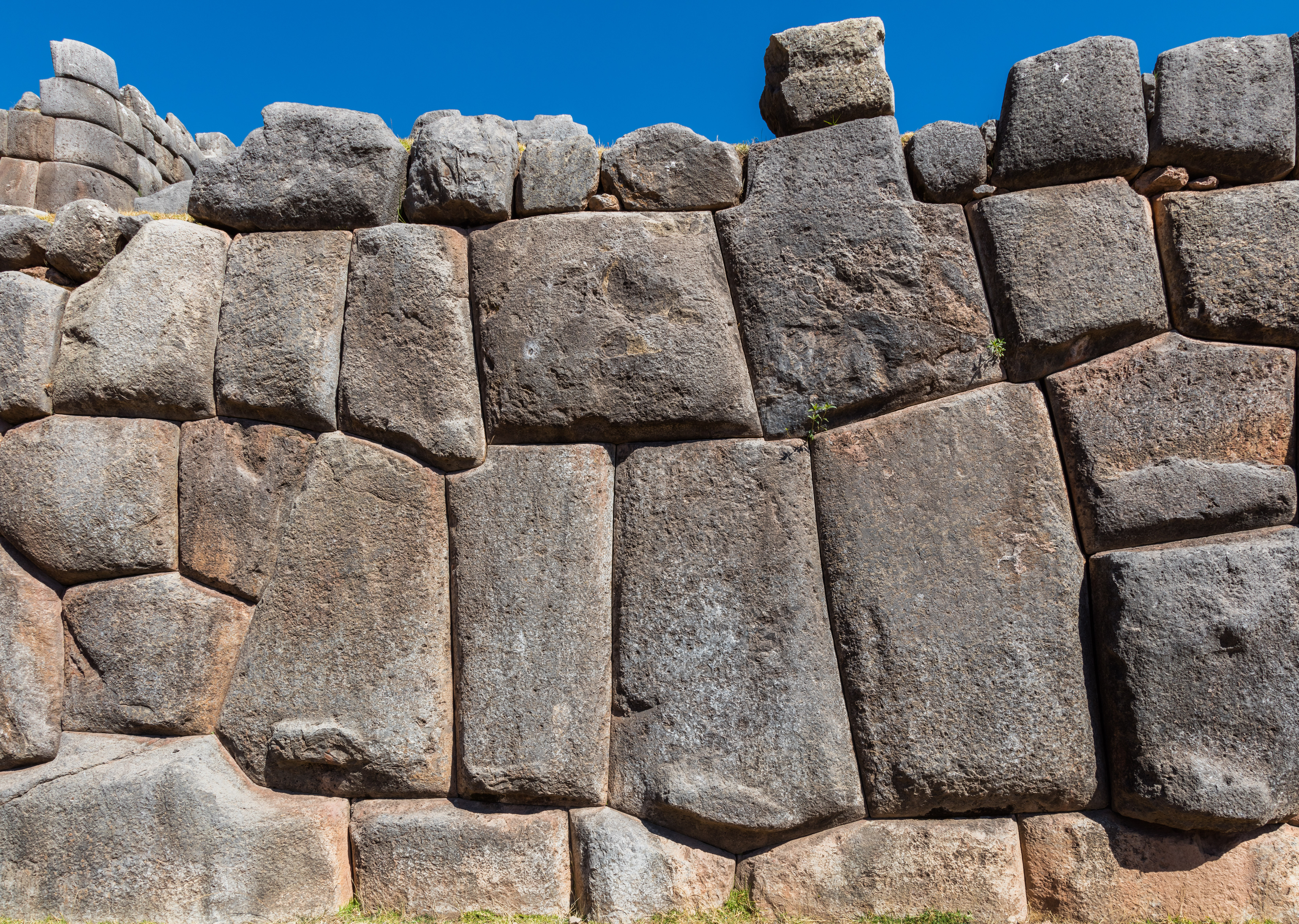
Steinmauer in Sacsayhuamán
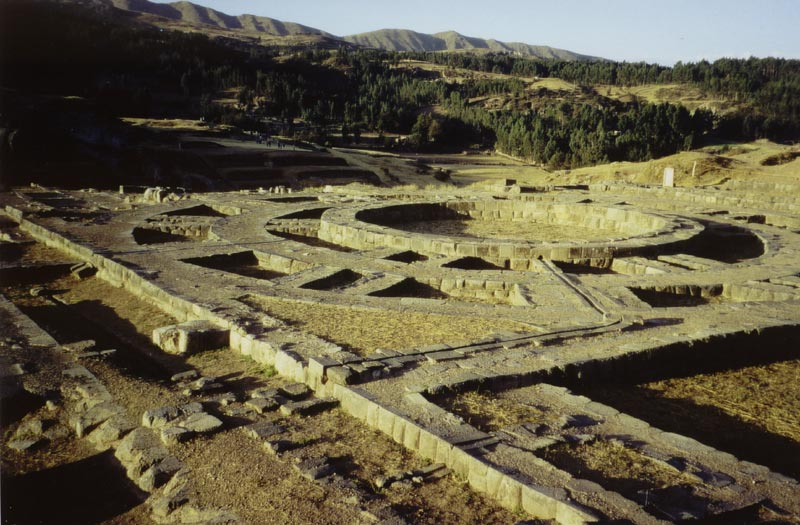
Astronomische Beobachtungsplattform
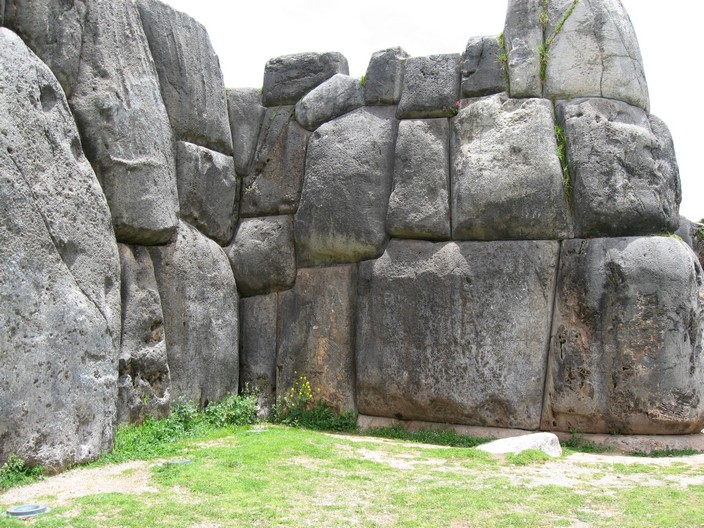
Riesige Steine in den Mauern der Festung Sacsayhuamán
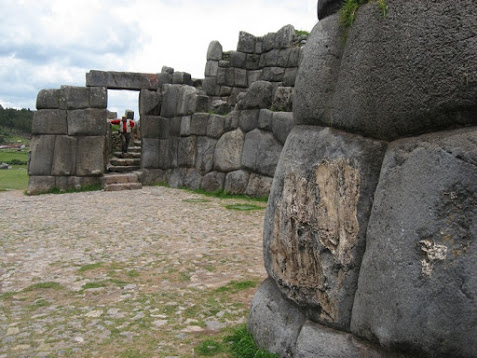
Das Tor von Sacsayhuamán und Zyklopenmauerwerk
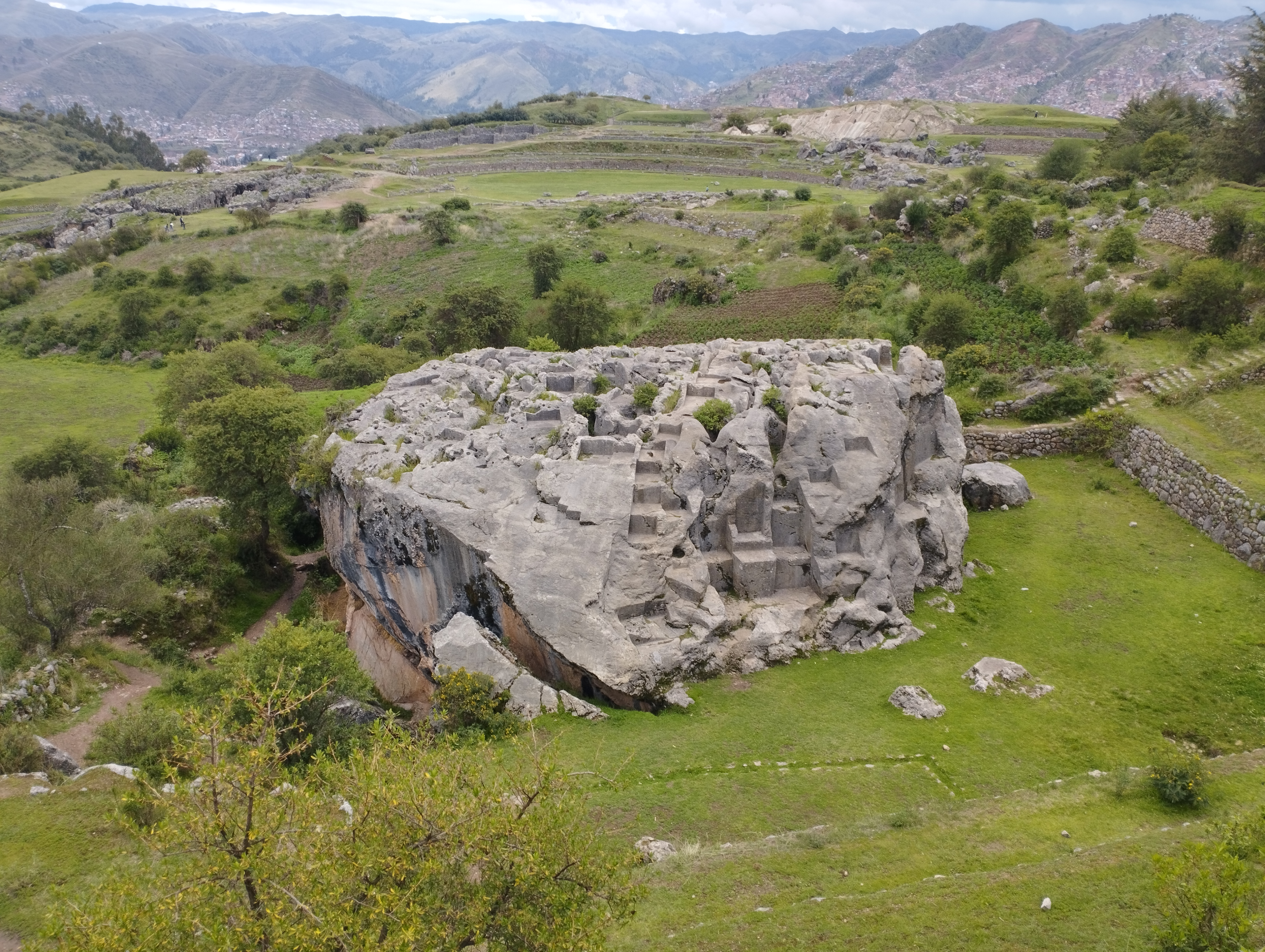
„Chinkana Grande“ mit sitzartigen Ausarbeitungen[A 1] bei Sacsayhuamán
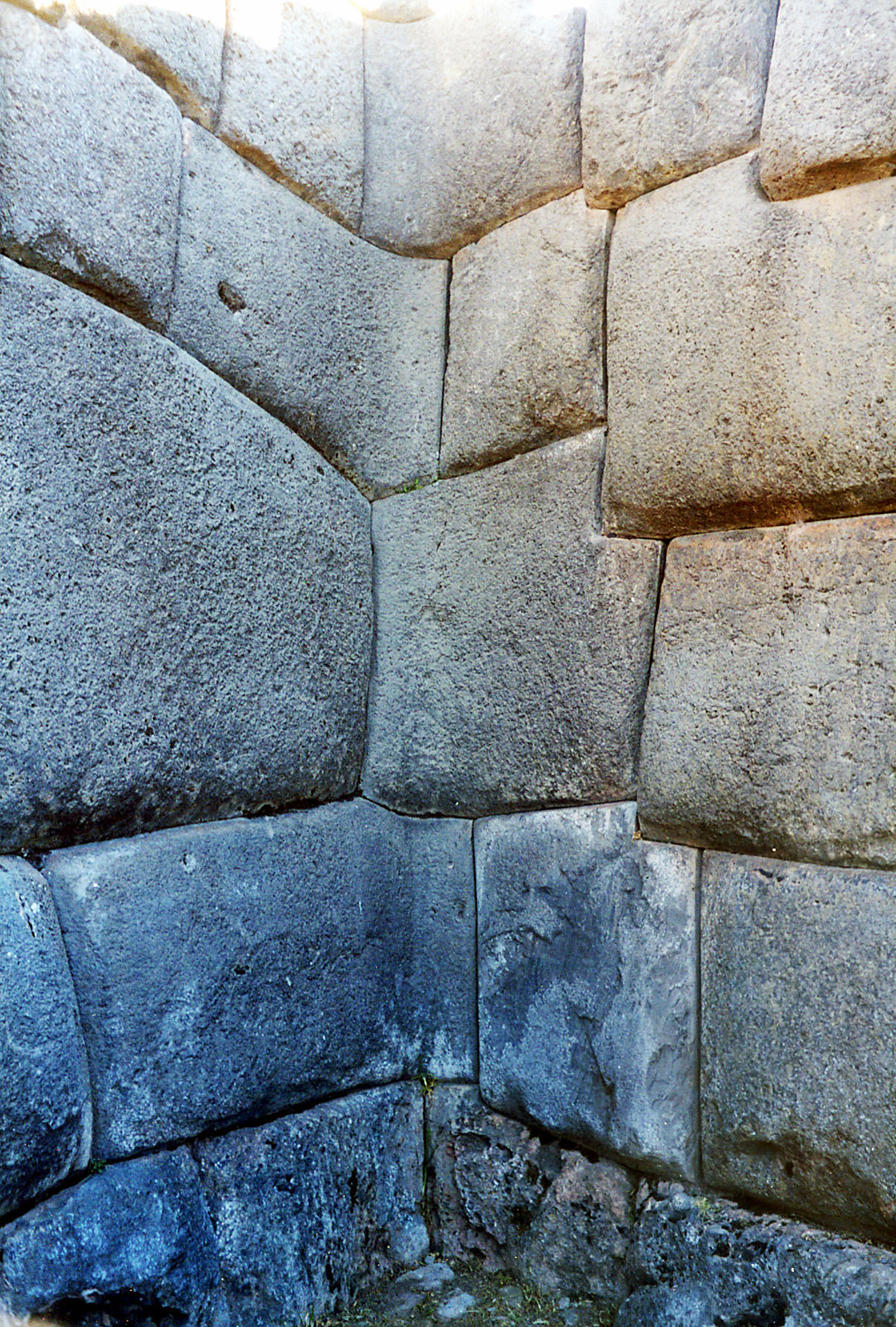
„Richtungsänderung“ innerhalb einer Mauer
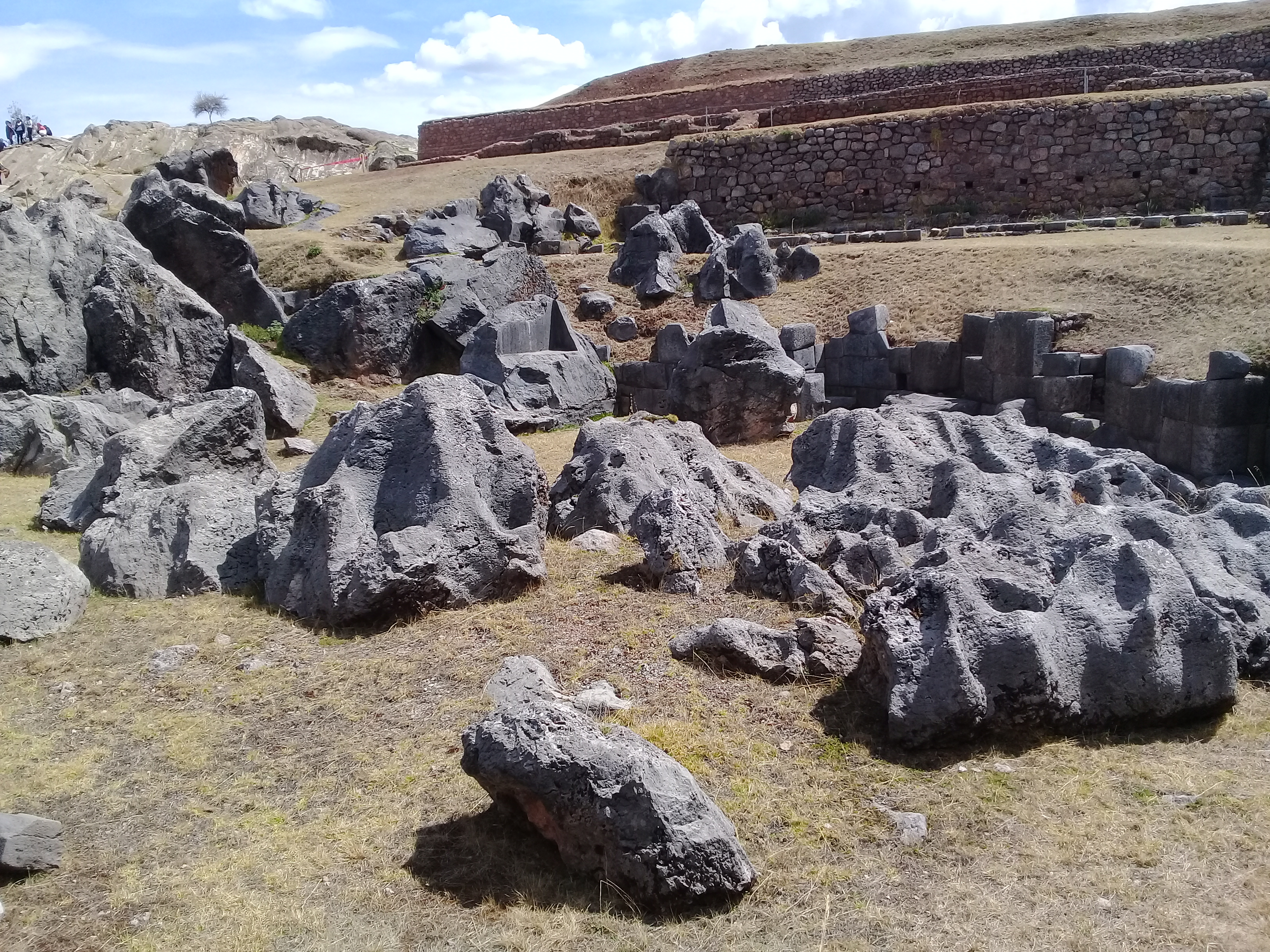
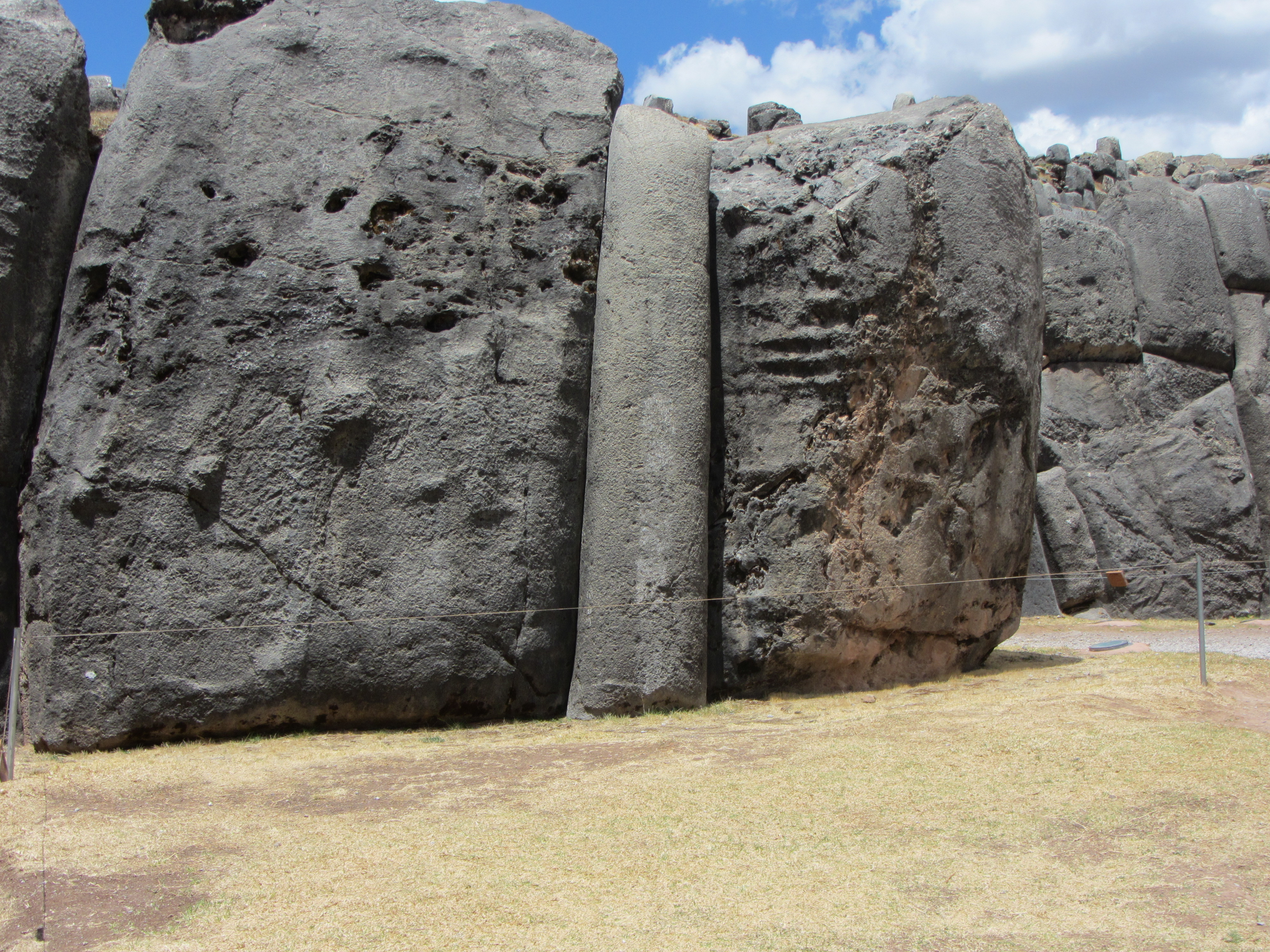
In eine Mauer eingearbeiteter gigantischer „Zylinder“

## Historische Darstellungen

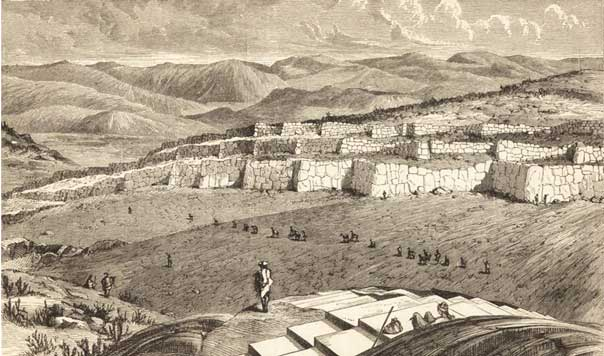
Darstellung Sacsayhuamáns 1877 durch Ephraim George Squier
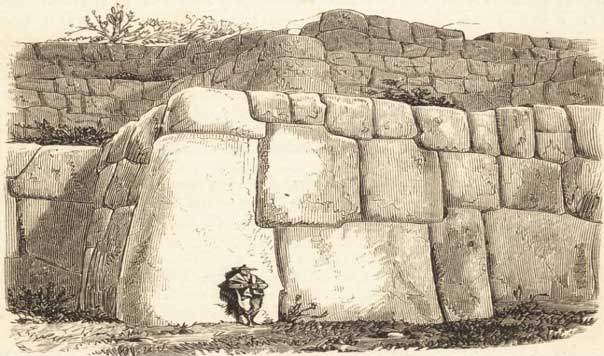
Sacsayhuamán 1877 (Ephraim George Squier)